# Der Opernball (Operette)
Der Opernball ist eine Wiener Operette in drei Akten von Richard Heuberger nach dem Lustspiel Die Rosa-Dominos von Alfred-Charlemagne Delacour und Alfred Hennequin aus dem Jahr 1876. Das Libretto schrieben Victor Léon und Heinrich von Waldberg. Uraufführung war am 5. Januar 1898 im Theater an der Wien.

## Handlung

### 1. Akt
In Paris während des Karnevals weilt Paul Aubier mit seiner Frau Angèle zu Besuch bei Georges und Marguérite Duménil. Die in Sachen Ehetreue skeptische Marguérite überredet die gutgläubige Angèle, die beiden Ehemänner doch einmal auf die Probe zu stellen. In ihrem Auftrag schreibt das Kammermädchen Hortense zwei gleichlautende Briefe, die Paul und Georges zu einem Stelldichein mit einer adeligen Dame beim abendlichen Opernball einladen. Deren Kennzeichen sei ein rosa Domino. Heimlich schreibt Hortense noch einen dritten Brief an den Kadetten Henri, denn sie will selbst ebenso als rosa Domino erscheinen.

### 2. Akt
Im Maskengedränge des Opernballs tauchen nach und nach alle Beteiligten wieder auf. Der alte Beaubuisson wird von der Sängerin Féodara begleitet, Henri findet in Hortense den gesuchten rosa Domino, Georges in Angèle, Paul in Marguérite. In den Séparées hoffen Georges und Paul auf ihre Kosten zu kommen, aber die Damen haben mit den Kellnern ein Klingelzeichen vereinbart, bei dessen Ertönen die stürmischen Liebhaber mit einem Vorwand hinauskomplimentiert werden sollen. Dazu kommt es dann auch, und die enttäuschten Paul und Georges wundern sich noch mehr, als sie hier aufeinandertreffen.
Die Verwirrung nimmt zu, als sowohl Georges als auch Paul in Hortense ihren jeweiligen rosa Domino zu erkennen glauben. Georges versengt beim Küssen versehentlich mit seiner Zigarette ihren Domino, und Paul zerreißt ihr übereifrig den Mantel. Marguérite und Angèle, die von Hortenses Anwesenheit nichts wissen, vermuten sich gegenseitig in der Umworbenen. Schließlich bleiben die Herren ganz ohne rosa Dominos unter sich.

### 3. Akt
Wieder zu Hause, entdeckt Georges zufällig das Briefpapier, auf dem die Einladung zum Opernball geschrieben wurde und durchschaut die List der Frauen. Es kommt zu heftigen gegenseitigen Vorwürfen, auf dessen Höhepunkt sich Georges und Paul duellieren wollen. Endlich können die beiden Ehefrauen durch ihre unversehrten Dominokostüme beweisen, dass sie nicht zu weit gegangen sind. Stattdessen wird durch Henri der dritte Einladungsbrief bekannt und Hortense als dessen Urheberin entlarvt.

## Wirkung
Die Operette Der Opernball war Richard Heubergers einziger bedeutender musikalischer Erfolg. Besonders populär wurde das Walzerduett Komm mit mir ins Chambre séparée. 
Die Operette wurde mehrfach verfilmt: 
- 1939: Opernball, Regisseur: Géza von Bolváry, mit Paul Hörbiger, Marte Harell, Hans Moser, Heli Finkenzeller, Theo Lingen, Fita Benkhoff und Will Dohm
- 1956: Opernball, Regisseur: Ernst Marischka, mit Johannes Heesters, Hertha Feiler, Josef Meinrad, Sonja Ziemann, Adrian Hoven, Fita Benkhoff und erneut in seiner Rolle als Diener Theo Lingen
- 1971: Der Opernball, Regisseur: Eugen York, mit Helen Mané, Harald Serafin, Maria Tiboldi, Maurice Besançon, Tatjana Iwanow, Heinz Erhardt, Christiane Schröder, Uwe Friedrichsen, Beate Hasenau, Benno Hoffmann, Martin Jente, Ernst Stankovski, Karin Heske (TV)
- 1978: Der Opernball, Regisseur: Arno Assmann, mit Toni Blankenheim, Martha Mödl, Peter Maus, Barry McDaniel, Gerti Zeumer, Siegfried Jerusalem, Lucy Peacock, Gerhard Heruth, Karin Eickstaedt, Naëmi Priegel, Harry Wüstenhagen (TV)

Auch eine Rundfunkaufnahme ist bekannt:
- 19. Juni 1978 (WDR): Der Opernball, Regisseur: Arno Assmann, mit Jeanette Scovotti, Benno Kusche, Naëmi Priegel, Hermann Winkler, Arno Görke, Trudeliese Schmidt, Renate Holm, Grit van Jüten, Tatjana Ivanova, Claudio Nicolai, Josef Meinertzhagen (Dirigent: Leopold Hager, Chor und Orchester des WDR Köln)